# Polskie rzemiosło i polski przemysł
Polskie rzemiosło i polski przemysł – polska naukowa seria wydawnicza Zakładu Narodowego im. Ossolińskich ukazująca się w latach 1974-1992 przedstawiająca rozwój i historię przemysłu oraz rzemiosła na ziemiach polskich. Książki drukowano we Wrocławiu, Warszawie, Krakowie, Gdańsku i Łodzi.

## Książki wydane w serii
W serii ukazały się:
- Zofia Kamieńska, "Polskie szkło", wyd. I i II, 1974,
- Wiesława Siedlecka, "Polskie zegary", wyd. I i II, 1974
- Jerzy Werner. "Polska broń. Łuk i kusza", 1974,
- Andrzej Nadolski. "Polska broń. Broń biała", wyd. I i II,
- Stanisław Kobielski, "Polska broń palna", 1975
- Janusz Kramarek, "Polska sztuka przedpiastowska : znaczenie sztuki i rzemiosła artystycznego ", 1975.
- Elżbieta Kowecka, "Polska porcelana",1975,
- Bohdan Baranowski, "Polskie młynarstwo", 1977,
- Maria Starzewska, Maria Jeżewska. "Polski fajans", 1978,
- Magdalena Bartkiewicz, "Polski ubiór do 1864 roku ", 1979[2],
- Bohdan Baranowski. "Polska karczma, restauracja, kawiarnia", 1979[3],
- Mieczysław Knobloch, "Polska biżuteria", 1980,
- Ignacy Tłoczek. "Polskie budownictwo drewniane", 1980,
- Teresa Żurawska, "Polskie powozy", 1982,
- Irena Turnau, "Polskie skórnictwo", 1983,
- Ignacy Tłoczek, "Polskie snycerstwo ",1983,
- Henryk Wielecki, "Polski mundur wojskowy", 1988,
- Janusz Bogdanowski, "Polskie ogrody",
- Janusz Sowiński, "Polskie drukarstwo", 1988,
- Jan Samek, "Polskie złotnictwo", 1988,
- Aleksander Czerwiński, Lesław Dudek, "Szabla żołnierza polskiego XIX i XX wiek", 1988
- Jerzy Hołubiec, "Polskie lampy i świeczniki", 1990,
- Wojciech Roeske, "Polskie apteki", 1991[4]
- Romuald Wróblewski, "Polskie pszczelarstwo ", 1991,
- Zuzanna Borcz, "Polskie poczty", 1992[5],